# Église Saint-Martin de Mortiers
L'église Saint-Martin est une église située à Mortiers, dans le département français de la Charente-Maritime en région Nouvelle-Aquitaine.

## Historique
L'église est inscrite au titre des monuments historiques par arrêté du 5 décembre 2000.

## Galerie

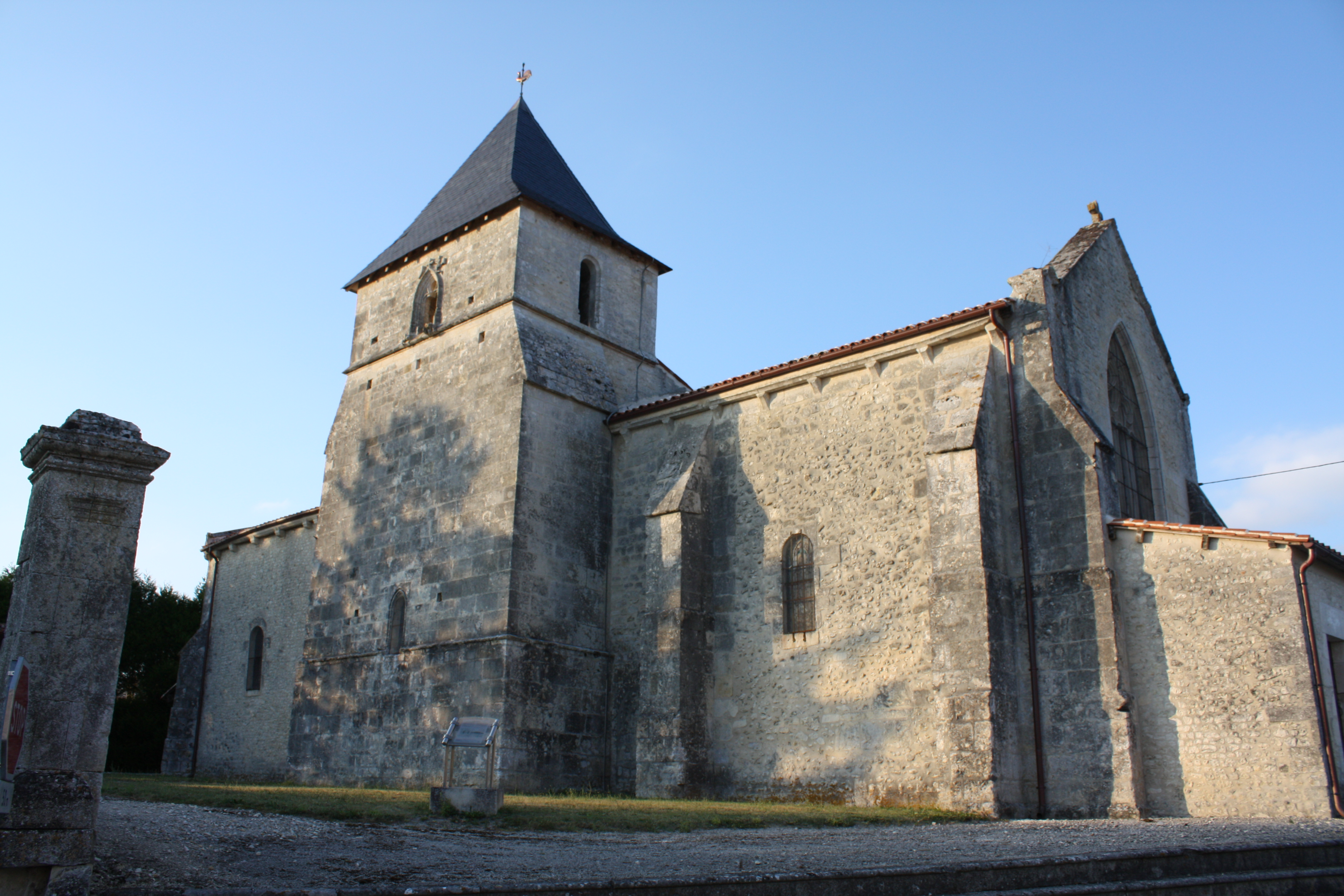
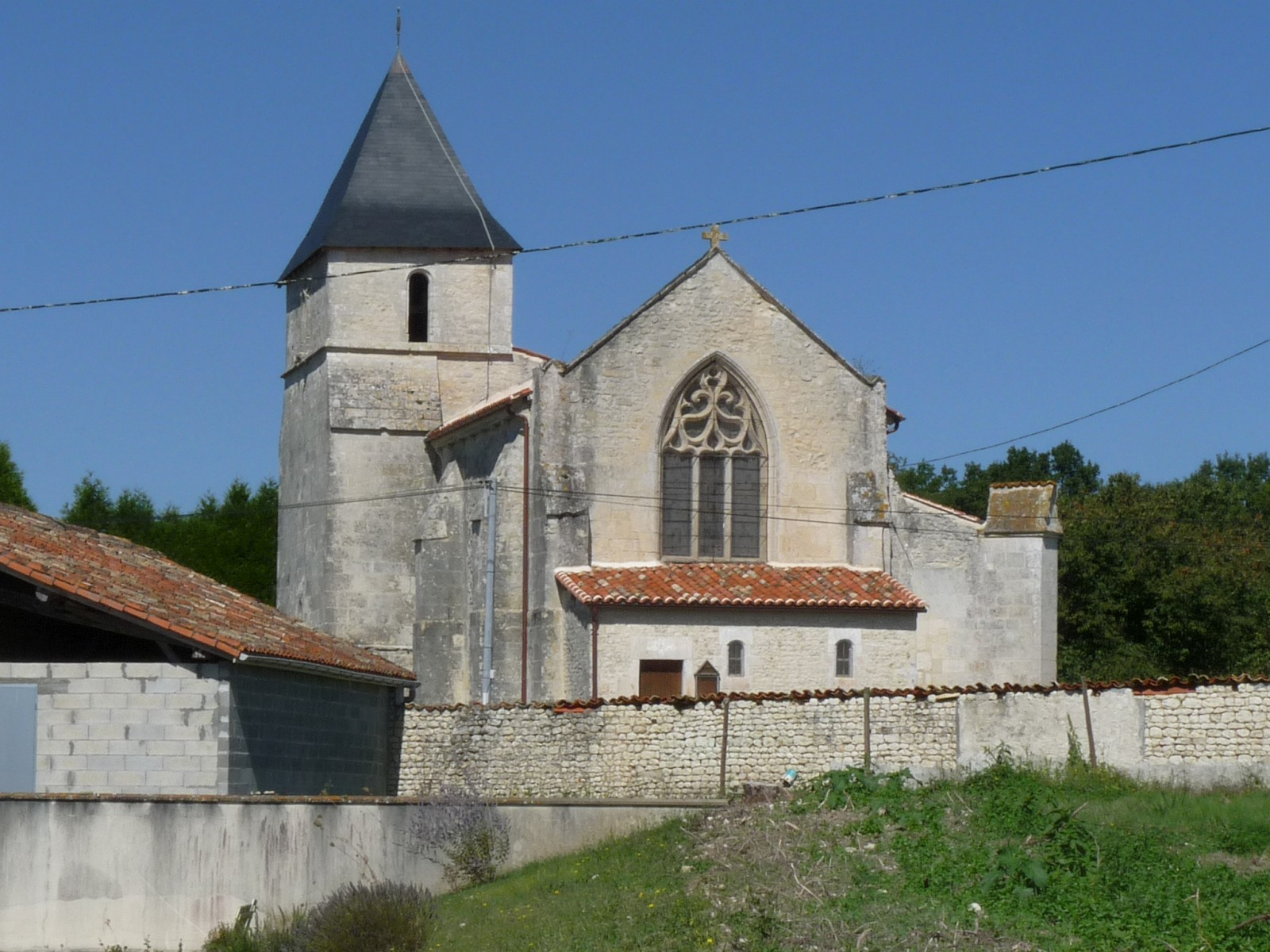
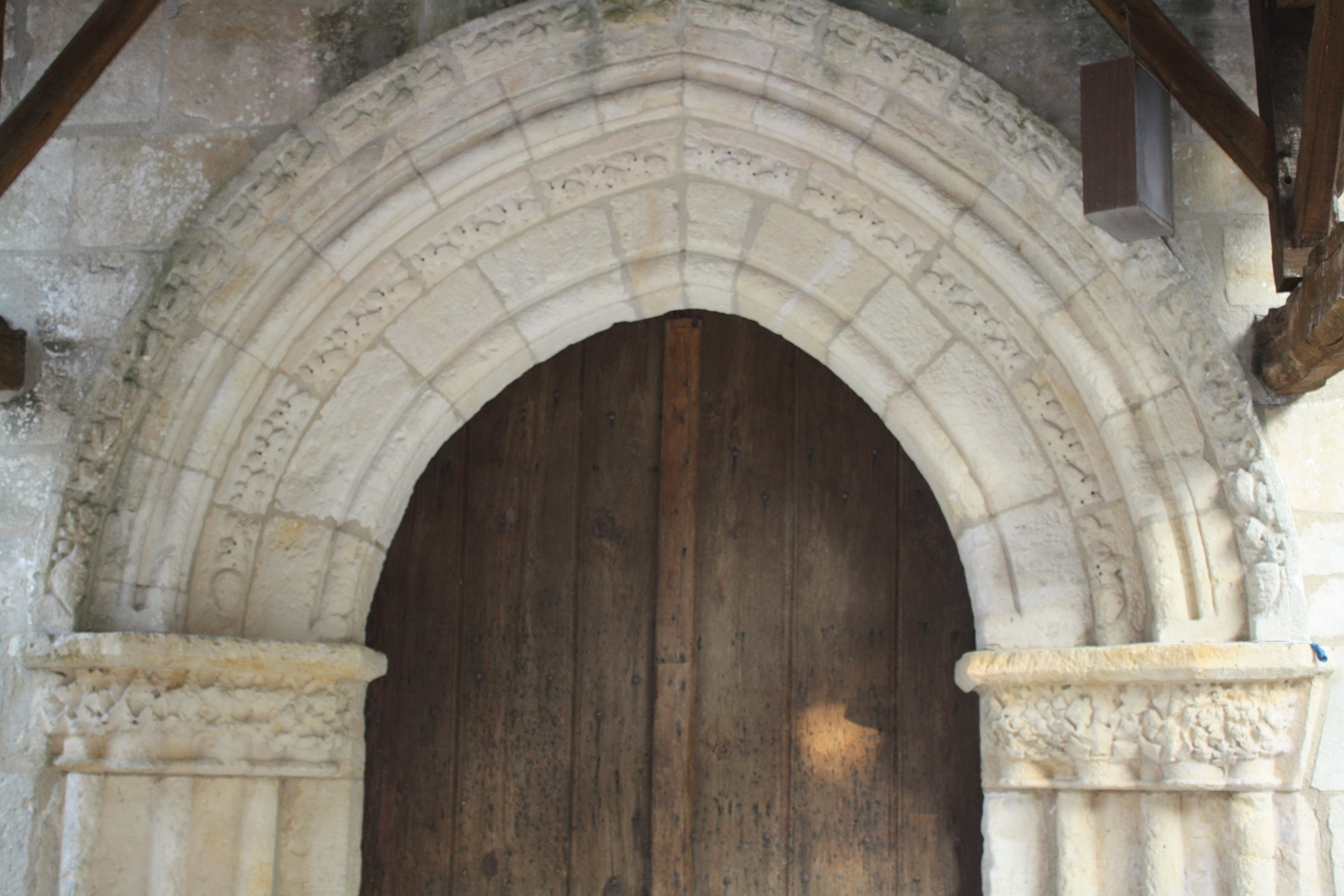